# Vilenjak
 Ovo je glavno značenje pojma Vilenjak. Za naselje u BiH pogledajte Vilenjak (Visoko, BiH).
Vilenjak je stvorenje koje se pojavljuje u raznim mitologijama npr.  germanskoj i slavenskoj. U početku su bili zamišljeni kao mala bića i bogovi plodnosti, a izgledali su kao mladi ljudi i žene, prelijepi te su živjeli u šumama, pod zemljom, u spiljama ili u izvorima i zdencima. Bili su dugovječni ili besmrtni te su imali magične moći.
Počevši s vilenjacima J. R. R. Tolkiena (u Gospodaru prstenova gdje mudri i besmrtni vilenjaci imaju vrlo važnu ulogu) postali su glavni likovi mnogih drugih modernih fantastičnih djela, što u književnosti što u računalnim igrama. Ljudske su visine i izgleda, samo što imaju duge šiljaste uši. Nemaju ni brade ni brkova. Besmrtni su i imaju moć nad prirodom.
Vilenjaci su mitološka bića koja donose sreću. Povezujemo ih sa srećom i djetelinom s četiri lista. Vjeruje da je vilenjak nastao iz zmaja Hydre jer vilenjake povezujemo s vodom i srećom, a vilenjaci se rode svaki put kad netko ubere ili pojede dijetelinu s četiri lista. Djetelina je Hydrino jelo jer joj to daje snagu, a kako djetelina napuhuje, Hydra izgleda strašnije.

## Hrvatsko bajoslovlje
Uz kult vila kao nekada živu praksu na tlu Dalmacije, ali i na širem balkanskom području, sa središnjim likovima "vilenicama" kao konkretnim osobama, nositeljicama toga kulta u isti predodžbeni kontekst spada i djelatnost vilenjaka (vilovnjaka, vilenika) kao muških praktičara istoga kulta. U hrvatskim ih djelima spominje više autora. Gradeći svoje stvaralaštvo na predajnoj baštini, te pod utjecajem grčko-rimskog mitološkog nasljeđa, predstavnici hrvatske renesansne književnosti, pjesnici: Džore Držić (1461. – 1501.), Mavro Vetranović Čavčić (1482. – 1576.), Marin Držić (1508. – 1567.), Nikola Nalješković (1510. – 1587.) i drugi obradili su i svijet vilinskih bića. Vladimir Mažuranić pod natuknicom "bajanje" u Prinosima za hrvatski pravno-povjestni rječnik navodi: "Povrh toga kriju se u bajanju tragovi poganstva. Sve to nuka vlasti i duhovnu i svjetovnu, da sataru te pojave. I sad još možemo u tolikih pučkih predajah, u plesovih, u pjesmicah-gatalicah, pripjevih i rečanicah opaziti, kako seljački sviet pita svoju fantaziju bajkami o vilah, vilenjacih, tencih, coprnjicah i čarobijah svake vrste. (....)"
"Ivana, strasna čitateljica, vjerojatno je čitala Đurđevića, i od njega izravno saznavala o Regoču. Zanimljiva je međutim leksička podudarnost koju zamjećujemo u sintagmi kojom tumači Regoča u Tumaču imena na kraju Priča i one koju nalazimo u Pravno-povjestnom rječniku. Ivana tako zapisuje: „Regoč (Regoc). Vilenik silno jak i golem, kojega spominje dubrovački pisac Đorđić u svome Marunku.“ [10: 148], dok u Vladimira Mažuranića, u sklopu natuknice Legena, nalazimo: „Mljećani pričaju (po satiri I. Gjorgjićevoj "Marunko"), o mističnom biću Regoču, vileniku silno jakom...“ [29: 588]"
Raskošni slavenski mitološki svijet dakako da određuje i hrvatsko bajoslovlje (ętre imaginaires), iako se ono u znanosti rađa pod neizbježnim šeširom romantičara braće Grimm, poglavito na tragu kapitalnoga djela Jakoba Grimma Njemačka mitologija (1835). Stručnu literaturu o hrvatskom bajoslovlju utemeljio je Ivan Kukuljević-Sakcinski 1846. kada je u "Danici hrvatsko-slavonsko-dalmatinskoj" tiskao studiju Bajoslovlje i crkva; Vile.
Ukupno uzevši, postoje tri vrste bića što su temeljem našega narodnog vjerovanja: vile (ali i vilovnaci u Samoboru, vilenjaci u Poljicima, Karlovcu i Samoboru, vilovnjaci u Ivanić-Gradu, koji međutim nisu muška varijanta vila, nego su posrijedi muškarci u posebnim svezama s vilama), vještice (ali i štriguni i viščuni na Braču, copernjaci u Loboru, koji su odreda muškoga roda) i vampiri (ali i pasoglavci u Lici i u Slavoniji, kao i mćra).
Ipak, ono što nas oduševljava kad je posrijedi mitski svijet narodne svijesti u Hrvata jest činjenica da hrvatsko bajoslovlje nastavlja i dan-danas živjeti kako u usmenoj predaji, pa makar "umnogome tek torzo negdašnjih bogato fabuliranih priča" (Ljiljana Marks), tako i u umjetničkoj književnosti (Ivana Brlić-Mažuranić, Vladimir Nazor, Miroslav Krleža, Ivan Goran Kovačić...), posebice u književnosti tzv. folklorne orijentacije.

## Marke iz serije Hrvatski vilinski svijet Hrvatske pošte
Marke iz serije Hrvatski vilinski svijet ilustriraju bajoslovni svijet klasičnih djela hrvatske dječje književnosti. Iz opusa Ivane Brlić Mažuranić na markama su se našli mala vila Kosjenka i član družbe Domaćih (malih kućnih duhova ognjišta) Malik Tintilinić. Iz djela Vladimira Nazora tu su patuljak po imenu Pedalj Muža - Lakat Brade, koji ima "kljunast nos, velike oči, te je kratkonog i duge brade, a u ruci mu vilasto kopljice", preuzet je iz djela Pionir Grujo, te vila Halugica, "kćerka vile pomorkinje i zemnika ribara, duge modre kose koja joj pada kao talas niza leđa, a usne joj se crvene kao kora i velike zelene oči sjaje blago kao dvije zvijezde utopljene u dubini te joj oko vrata stoji zamotani čarobni vezeni rubac", preuzeta iz djela Halugica. Objavljene su i dvije marke osebujnih likova hrvatske folklorne baštine, macića i orka.
Marke su izdane u sutisku u arku od dvadeset maraka, a izdana je i omotnica prvoga dana (FDC). Autor teksta objavljenog u letku koji prati izdanje Kosjenke i Malika Tintilinića (2003.) je Zoran Čiča, a tekst uz marke likova Pedalj Muža - Lakat Brade i Halugicu (2005.) te macića i orka (2007.) napisao je Nedjeljko Fabrio.

## Hrvatska topografija i vilinska staništa
Hrvatska topografija obiluje vilinskim staništima i nije rijetkost da i naseljena mjesta preuzmu njihovo ime pa tako imamo mjesta Vilindolac, Vilište, Vilčić, Vilenjak itd.

## Hrvatski životinjski svijet
Hrvatsko se bajoslovlje nalazi i u imenima nekih hrvatskih vrsta vretenaca: bijeli vilenjak (Orthetrum albistylum), veliki vilenjak (Orthetrum cancellatum), primorski vilenjak (Orthetrum brunneum i istočni vilenjak, (Orthetrum coerulescens).